# Sébastien Faure

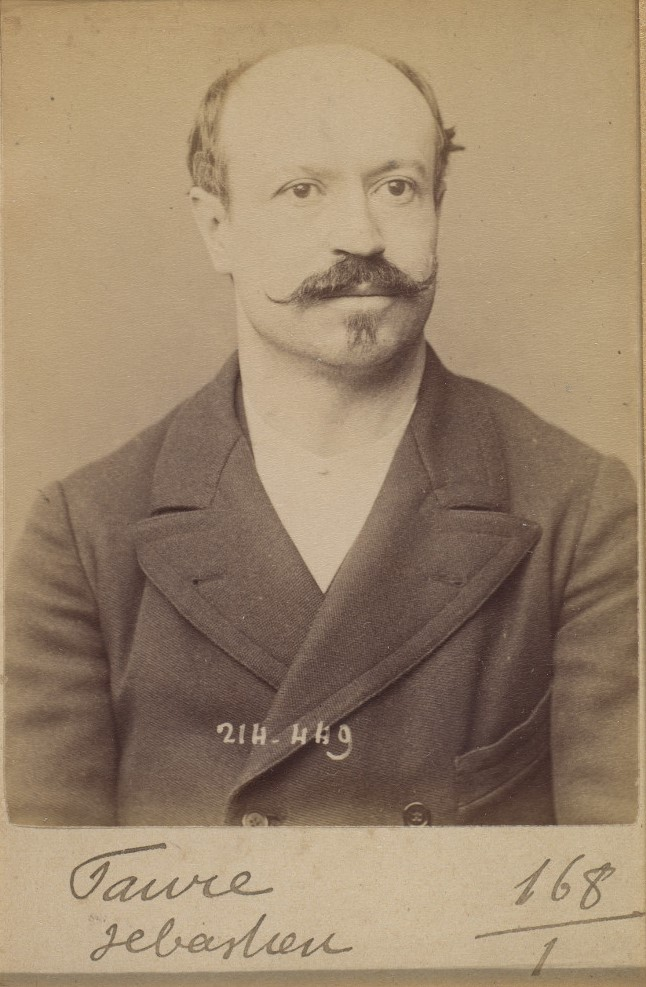
Polizeifoto von Sébastien Faure

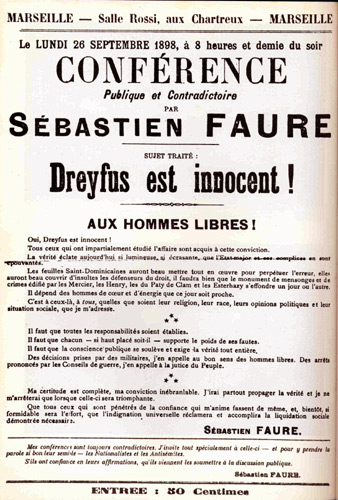
„Dreyfus ist unschuldig!“ Konferenz, geleitet von Faure 1898.

Sébastien Faure (* 6. Januar 1858 in Saint-Étienne; † 14. Juli 1942 in Royan) war ein französischer Anarchist und Reformpädagoge.

## Leben
Sébastien Faure entstammte einer konservativen und traditionalistischen Familie. Nach dem Studium wurde Faure Mitglied der sozialistischen Partei Parti ouvrier français und kandidierte in den Wahlen von 1885. 1888 verließ Faure die sozialistische Partei und wurde Anarchist. Nach der Hinrichtung von Auguste Vaillant kümmerte sich Faure um dessen Tochter Sidonie und heiratete sie später. Im Zuge des Erlasses der lois scélérates gehörte auch Faure zu den Angeklagten im Prozess der Dreißig, wurde später aber freigesprochen. 1895 gründete er gemeinsam mit Louise Michel die anarchistische Zeitschrift Le Libertaire. In der Dreyfus-Affäre wurde Faure zu einem der wichtigsten Unterstützer von Alfred Dreyfus. Faure war auch Autor in Erich Mühsams Zeitschrift Fanal. Er vertrat auch den Neomalthusianismus und trat für Geburtenkontrolle ein. Während des Ersten Weltkriegs leitete er die Zeitung Ce qu’il faut dire.

### Schule La Ruche

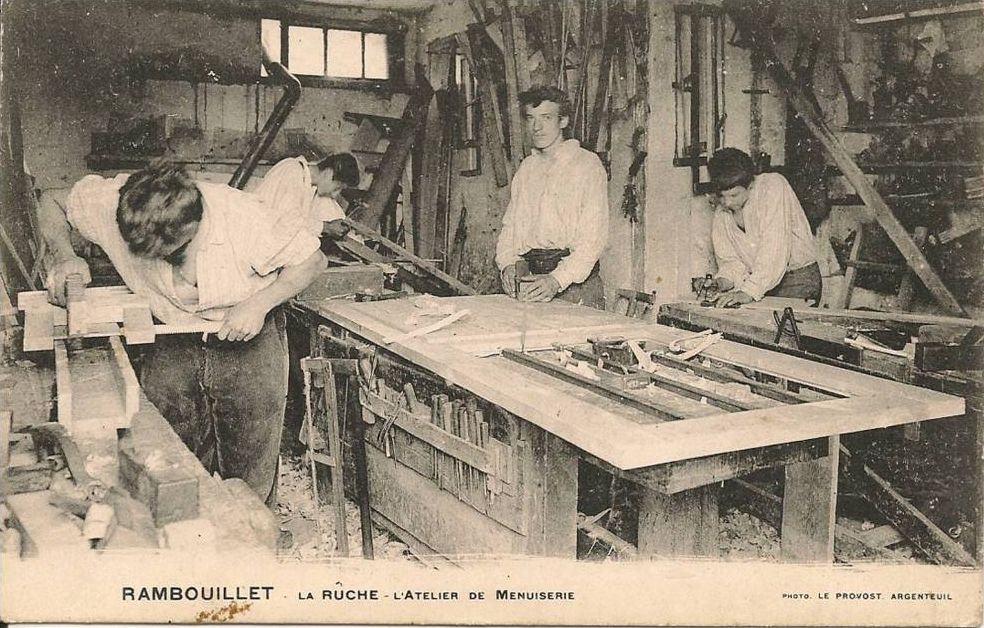
Reformschule La Ruche

1904 gründete er in der Nähe von Rambouillet eine bis 1917 bestehende Internatsschule La Ruche für arme Kinder auf der Basis einer freiheitlichen Erziehung. Motto: Qui cherche, fait l’effort. (Wer forscht, strengt sich an.) Sie war angeregt worden von anderen reformpädagogischen Schulen wie dem Waisenhaus von Cempuis (Paul Robin) von 1880 bis 1894 und der Modernen Schule 1901 in Barcelona (Francisco Ferrer). Die Schule musste wegen des Weltkrieges schließen.

## Schriften
- Encyclopédie anarchiste. Paris 1925–34, 4 Bde.
- Die Verbrechen Gottes. Wien, 1926.
- Die Anarchisten. Wer wir sind. Was wir wollen. Unsere Revolution. Verlag Der Freie Arbeiter, Berlin 1929.
- Jochen Knoblauch (Hrsg.): Die anarchistische Synthese und andere Texte. Verlag Edition AV, Lich 2007, ISBN 978-3-936049-85-5.